# Puygiron
 Puygiron  es una población y comuna francesa, en la región de Ródano-Alpes, departamento de Drôme, en el distrito de Nyons y cantón de Montélimar-2. El alcalde es Loïc Charpenet, tiene mandato hasta 2020. 
Puygiron destaca por sus infraestructuras típicas de la Edad Media. Su monumento más frecuentado, la iglesia, es muy solicitado para bodas, bautizos o comuniones.

## Demografía
| 187 | 191 | 275 | 293 | 315 | 347 |
| Para los censos de 1962 a 1999 la población legal corresponde a la población sin duplicidades (Fuente: INSEE [Consultar]) |     |     |     |     |     |